# Argamasa

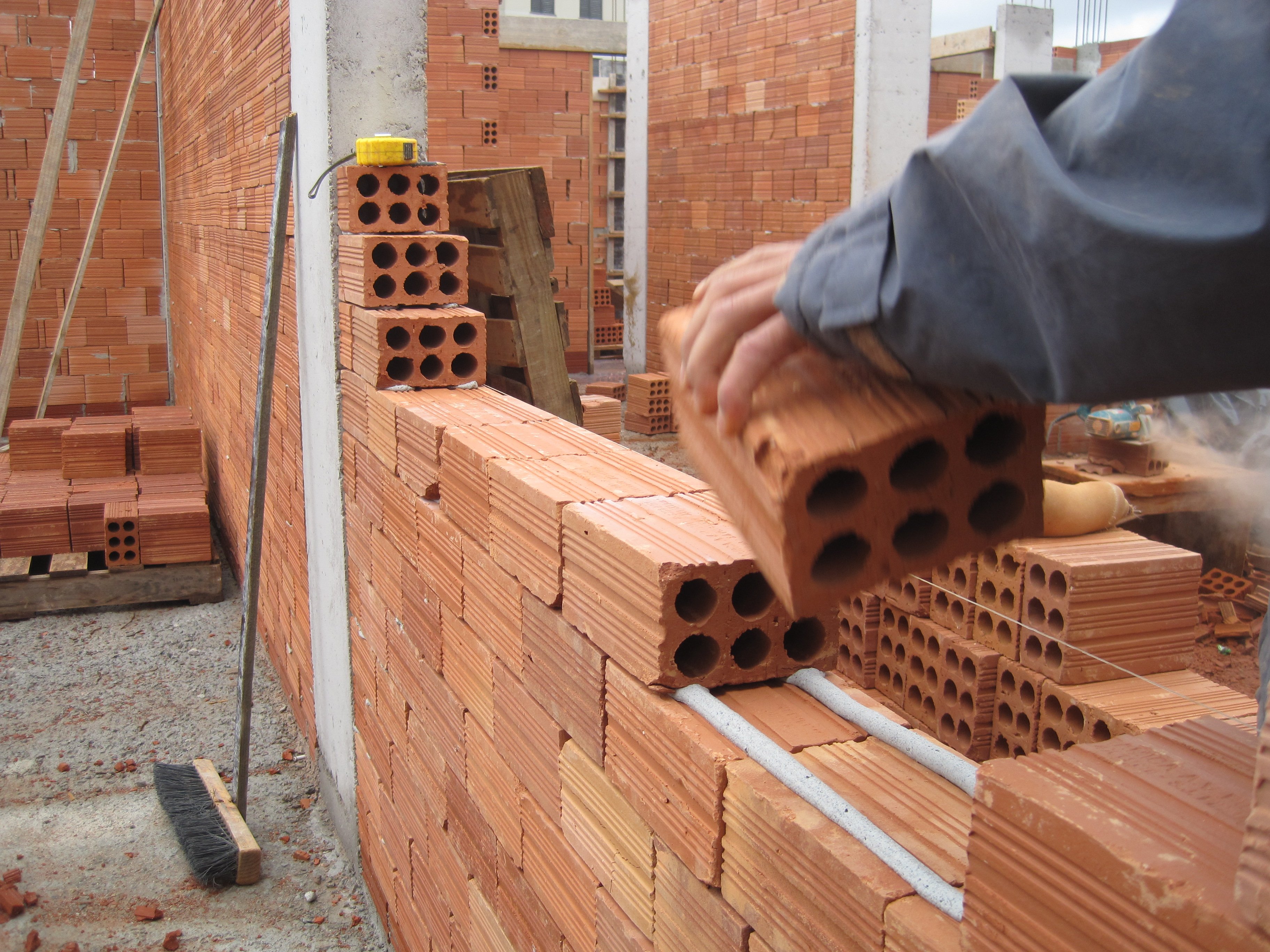
Colocación de hiladas mediante argamasa polimérica.

La argamasa, palabra proveniente del latín massa, es un tipo de mortero empleado como material de construcción en albañilería, compuesto por una mezcla de cal, arena y agua.

## Características
El elemento que actúa como conglomerante de la mezcla es la cal, que al secarse adquiere una constitución muy dura, pero menor que la del hormigón. Antiguamente fue muy empleada como mortero para unir piedras o ladrillos en la construcción de murallas y casas. Se trata de un material sencillo, muy barato, perdurable y de fácil adaptación a construcciones. Se tiene constancia del empleo de morteros de cal desde el Neolítico, en el asentamiento de Çatalhöyük (Turquía).

Su consistencia es más elástica que la de los morteros de cemento, pero es menos resistente, por lo que los romanos fueron sustituyendo este material a medida que fueron desarrollando el segundo.